# Lesney Products
A Lesney Products & Co. Ltd. foi uma empresa britânica responsável pela concepção, fabricação e distribuição de modelos de veículos em die-cast sob a marca "Matchbox". 

## Histórico

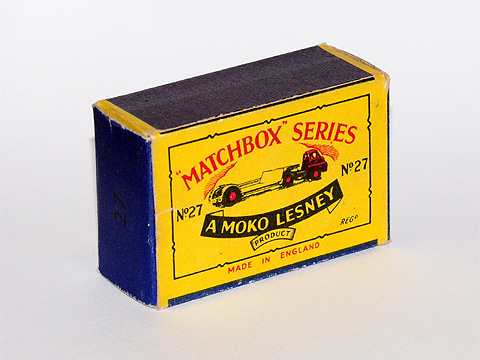
Item Matchbox Nº 27 da MOKO Lesney.

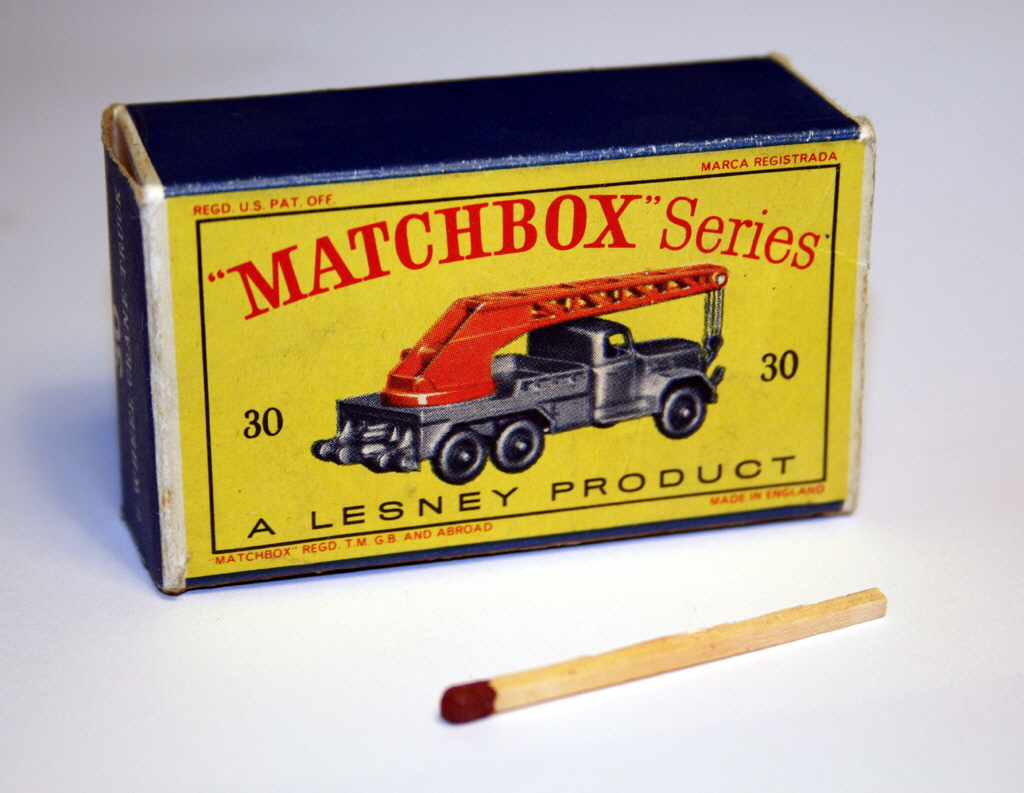
Item Matchbox Nº 30 da
Lesney Products.

A Lesney foi fundada logo depois da Segunda Guerra Mundial, em 1947, por Leslie Smith (6 de março de 1918 - 26 de maio de 2005) e Rodney Smith (26 de agosto de 1917 - 20 de julho de 2013), que apesar do mesmo sobrenome, não eram parentes. Eles foram amigos de escola e serviram juntos na Royal Navy durante a guerra. No primeiro momento, eles iriam chamar a empresa apenas de "LESNEY", uma composição de seus nomes; mas como eles não estavam muito seguros do que iriam fazer, adicionaram o termo "PRODUCTS" ao final.
Inicialmente instalados num "pub" desativado em Londres, começaram a produzir pequenas peças para uso industrial. Logo depois, o engenheiro John "Jack" Odell, alugou um espaço na fábrica para instalar as máquinas de die-cast automáticas que ele havia projetado, e no mesmo ano, foi convidado a se juntar à empresa como sócio em partes iguais. Com a chegada do Natal, os pedidos por peças industriais caíram muito, e para tentar manter o negócio funcionando, eles decidiram entrar para o ramo dos brinquedos, atividade na qual eles obtiveram um grande sucesso nos anos seguintes.
Já em 1948, a Lesney Products produziu alguns modelos em pequena escala e planejou a produção em larga escala de um modelo da "Coronation Coach" (Carruagem da Coroação), mas o projeto precisou ser adiado, pois a Guerra da Coreia gerou um embargo do zinco que era a matéria prima dos modelos. Decepcionado e julgando não haver futuro naquela atividade, Rodney Smith decidiu deixar a companhia em 1951, vendendo o seu terço de participação aos outros dois sócios. O projeto da "Coronation Coach" foi retomado com o fim da guerra da Coreia, e em 1952, cerca de 30.000 foram vendidos e depois disso as vendas chagaram a 1 milhão de unidades, dando a eles o capital necessário para expansão.
Logo depois desse sucesso, por solicitação da filha, cuja escola só permitia que as crianças levassem brinquedos que coubessem numa caixa de fósforos, Jack Odell fez para ela uma réplica de um "rolo compressor" em miniatura e ele fez um enorme sucesso com os colegas da escola, e todos quiseram um. Esta foi a inspiração para criar uma linha de brinquedos pequenos e baratos tendo como embalagem, a réplica de uma caixa de fósforos. Surge assim, a marca "Matchbox". O "rolo compressor" tornou-se o primeiro modelo da linha Matchbox na escala 1:75. Um "caminhão de lixo" e um "misturador de cimento" completaram a série original de três modelos.
No início, a Lesney utilizou uma empresa parceira, a "MOKO" (composição do nome de seu fundador: Moses Kohnstam), para divulgar e distribuir seus modelos. Isso ficava evidente no texto da embalagem que estampava: "A Moko Lesney product". Ao final da década de 1950, a Lesney pôde adquirir a "MOKO", passando a usar apenas o seu próprio nome nas embalagens. A década de 1960 foi um período de grande expansão e tremendo lucro. Em 1966, a Lesney recebeu seu primeiro (de vários) prêmios "Queen's Awards for Industry". Nessa época, a "Matchbox" era a maior marca de modelos de veículo do mundo, e tinha diversificado a linha de produtos em várias séries.
Depois de um período de declínio e crises financeiras na década de 1970, em 1982 a Lesney entrou em concordata, juntamente com as competidoras: Mettoy (Corgi) e a Meccano (Dinky). A marca Matchbox assim como o ferramental da Lesney foram comprados pela Universal Holdings, tornando-se uma de suas divisões, a Universal Toys, tornando-se a "Matchbox International Ltd.". O ferramental e a produção foram transferidos para Macau. Jack Odell criou uma nova companhia, a Lledo, que produzia modelos similares aos de algumas das séries da Matchbox. Hoje em dia, a marca Matchbox pertence à Mattel, criadora da Hot Wheels.